# Enița, Plevna
Enița (în bulgară Еница) este un sat în comuna Kneja, regiunea Plevna,  Bulgaria. 

## Demografie
Componența etnică a satului Enița
     Romi (1,54%)
     Bulgari (94,74%)
     Nicio identificare (3,39%)
     Altele (0,3%)
La recensământul din 2011, populația satului Enița era de 971 locuitori. Din punct de vedere etnic, majoritatea locuitorilor (94,74%) erau bulgari, cu o minoritate de romi (1,54%). Pentru 3,39% din locuitori nu este cunoscută apartenența etnică.